# Täterstrafrecht
Als Täterstrafrecht wird eine überholte Strafrechtslehre bezeichnet, die nicht eine bestimmte Tat, sondern einen bestimmten Tätertyp bestraft.

## Inhalt
Einen starken Einfluss gewann das Täterstrafrecht in Deutschland während der Zeit des Nationalsozialismus mit der sogenannten normativen Tätertypenlehre der Kieler Schule, die von Georg Dahm und Friedrich Schaffstein begründet worden war. Typisch für das Täterstrafrecht war die Anknüpfung an eine bestimmte Gesinnung des Täters. Rechtspolitisch zum Ausdruck kam die willkürliche Bestrafung losgelöst von einem erweisbaren Tatgeschehen im Gesetz gegen gefährliche Gewohnheitsverbrecher vom 24. November 1933, der Verordnung gegen Volksschädlinge vom 5. September 1939, der Verordnung gegen Gewaltverbrecher (Gewaltverbrecherverordnung) vom 5. Dezember 1939 und § 2 des Gesetzes zur Änderung des Reichsstrafgesetzbuchs vom 4. September 1941, mit dem die Vorschriften über Mord und Totschlag im Reichsstrafgesetzbuch neu konzipiert wurden.
Insbesondere in § 211 RStGB n.F. wurden die Gesinnungsmerkmale „niedrige Beweggründe“, „Mordlust“, „Habgier“ oder „Heimtücke“ als Voraussetzung für den Tatbestand des Mordes und die Formulierung „Mörder ist, ...“ eingeführt. Der Präsident des Volksgerichtshofs Roland Freisler erläuterte hierzu, dass diese Formulierung der neuen strafrechtlichen Auffassung entsprechen würde, die von einem besonderen Tätertyp des Mörders ausgehe. Gem. § 1 des Gesetzes vom 4. September 1941 verfielen „der gefährliche Gewohnheitsverbrecher“ und „der Sittlichkeitsverbrecher“ der Todesstrafe, „wenn der Schutz der Volksgemeinschaft oder das Bedürfnis nach gerechter Sühne es erfordern.“ „Der Wucherer“ wurde „in besonders schweren Fällen mit Zuchthaus bestraft “ (§ 3 des Gesetzes vom 4. September 1941).
Nach § 4 der sog. Volksschädlingsverordnung war die „Ausnutzung des Kriegszustandes“ ein Strafschärfungsgrund, wonach ein Täter „unter Überschreitung des regelmäßigen Strafrahmens mit Zuchthaus bis zu 15 Jahren, mit lebenslangem Zuchthaus oder mit dem Tode“ bestraft wurde, wenn „dies das gesunde Volksempfinden wegen der besonderen Verwerflichkeit der Straftat erfordert.“
Zum einen ist es nicht möglich, in einer mit dem Bestimmtheitsgrundsatz zu vereinbarenden Weise einen Tätertypus zu umschreiben, zum anderen muss auch das Handeln „atypischer Täter“ (z. B. des Gelegenheitsdiebes) strafrechtlich fassbar sein. Deshalb hat sich das Tatstrafrecht durchgesetzt, in dem Gegenstand des Schuldvorwurfs die einzelne Tat ist und Grundlage der Strafe die individuelle Tatschuld (Schuldprinzip). Persönliche Merkmale des Täters können aber bei der Strafzumessung eine Rolle spielen, wie die Gesinnung, die aus der Tat spricht, oder das Vorleben des Täters (§ 46 Abs. 2 Satz 2 StGB).
Das Jugendstrafrecht weist sowohl Elemente des Tatstrafrechts als auch des Täterstrafrechts auf. Es handelt sich insoweit um Tatstrafrecht, als seine Anwendbarkeit die Begehung einer Straftat voraussetzt (§ 1 Abs. 1 JGG), die Bestimmung der Rechtsfolgen weicht im Jugendgerichtsgesetz aber erheblich von der des allgemeinen Strafrechts ab. Sowohl im Verfahren wie auch bei der Wahl der Rechtsfolgenbemessung stehen die Täterpersönlichkeit und der Erziehungsgedanke im Mittelpunkt (§ 2 JGG).